# Мамошино (Московская область)
Мамошино — деревня сельского поселения Волковское Рузского района Московской области. Население — 49 чел. (2010). В деревне числится 1 улица — Новая. До 2006 года Мамошино входило в состав Никольского сельского округа.
Деревня расположена на северо-востоке района, примерно в 30 километрах северо-восточнее города Рузы, у левого берега реки Рассохи, с западной стороны автодороги А108 Московское большое кольцо. Ближайший населённый пункт — деревня Буланино — на другой стороне шоссе, высота центра над уровнем моря 243 м.

## Население
| 2002 | 2006 | 2010 |
| ---- | ---- | ---- |
| 112  | ↘102 | ↘49  |